# The Midnight Gospel
The Midnight Gospel é uma série animada de ficção científica estadunidense, com entrevistas de podcast com temas filosóficos reais, criada por Pendleton Ward e Duncan Trussell, e lançada pela Netflix em 20 de abril de 2020. Foi a primeira produção animada de Ward para a rede de streaming.
A série traz entrevistas entre Trussell e diversos convidados em aventuras fantásticas através do multiverso, ambientado em uma dimensão chamada The Chromatic Ribbon, uma nave espacial criada pelo personagem Clancy, que simula os planetas e viaja por mundos prestes a terem seus próprios apocalipses, e entrevista alguns de seus residentes, que é exibido no podcast (chamado de "espaçocast"). Alguns dos participantes incluem Phil Hendrie, Stephen Root, Drew Pinsky, Trudy Goodman, Jason Louv, Caitlin Doughty, Michael Marcanio, Maria Bamford, Joey Diaz, David Nichtern e Deneen Fendig.

## Origem
Duncan Trussell o ator, dublador e comediante norte-americano, que faz a voz de Clancy tem um podcast chamado Duncan Trussel Family Hour, ele entrevista pessoas com histórias interessantes para contar, e com pontos de vista dignos de reflexões profundas. Pendleton Ward teve a ideia para a animação após ouvir o podcast de Trussel

## Personagens

### Principal
- Clancy (Duncan Trussell) - Ele tem a ocupação de uma espaçonave (um podcaster espacial), entrevistando seres de mundos distantes sobre questões existenciais e controversas por meio de seu simulador de multiverso e coletando sapatos descolados pelo caminho.

### Secundários
- Glasses Man (Drew Pinsky) - Em meio a um apocalipse zumbi em uma versão da Terra, Clancy tem um debate sensato sobre o uso de drogas psicodélicas com o presidente dos Estados Unidos. Quem traz um olhar ponderado sobre o assunto é o Dr. David Drew Pinsky, médico californiano especialista em tratamento contra as drogas.
- Deer Dog (Anne Lamott) -  Escritora, palestrante e ativista política progressista, Anne usa do bom humor para tratar de assuntos como alcoolismo, depressão, perdas, religião e fé.
- Fish bowl man (Damien Echols) - Damien Echols tem uma história de vida conturbada. Ele fez parte do trio West Memphis Three, três garotos que ficaram conhecidos mundialmente após terem sido presos pelo assassinato brutal de três meninos de oito anos, em 1994.
- Trudy the Love Barbarian (Trudy Goodman) - Trudy é professora de meditação da vertente vipassana, psicoterapeuta com PhD e fundadora da escola e do método de meditação InsightLA. Ela difunde seus conhecimentos sobre mindfullness através de meditações guiadas no soundcloud e em vídeos no YouTube.
- Soul Bird (Jason Louv) - Professor de meditação, pesquisador e escritor, Jason dedicou mais de 20 anos de vida para explorar, relatar e ensinar as tradições sagradas do mundo – do xamanismo indígena às tradições de iluminação da Índia e do Tibet, da magia ao ocultismo ocidental.
- David (David Nichtern) -  David é letrista, compositor, criador de trilhas-sonoras e professor de budismo – ele segue a linhagem de Chogyam Trungpa Rinpoche, tradição que combina uma abordagem contemporânea e secular da meditação com as práticas e filosofias do budismo tibetano.
- Death (Caitlin Doughty) - Além de escritora, blogueira e youtuber, Caitlin é agente funerária e fundadora da Order Of The Good Death, organização criada em 2011 que busca mudar as tradições funerárias e levantar diálogos sobre a aceitação da mortalidade humana.
- Deneen Fendig (Deneen Fendig) - Deneen era escritora, pós-graduada em psicologia e trabalhou como terapeuta clínica. Suas falas foram retiradas de uma entrevista que ela deu ao podcast de Duncan, três semanas antes de falecer.

## Episódios
| Temporada | Temporada | Episódios |                      |
| Temporada | Temporada | Episódios | Estreia de temporada |
| --------- | --------- | --------- | -------------------- |
|           | 1         | 8         | 20 de abril de 2020  |

.
.
.